# 紐瓜蘇公園
紐瓜蘇公園（西班牙語：Parque Ñu Guasú）是位在巴拉圭盧克的都市公園，園內有足球場、排球場、網球場等設施。

## 台灣廣場

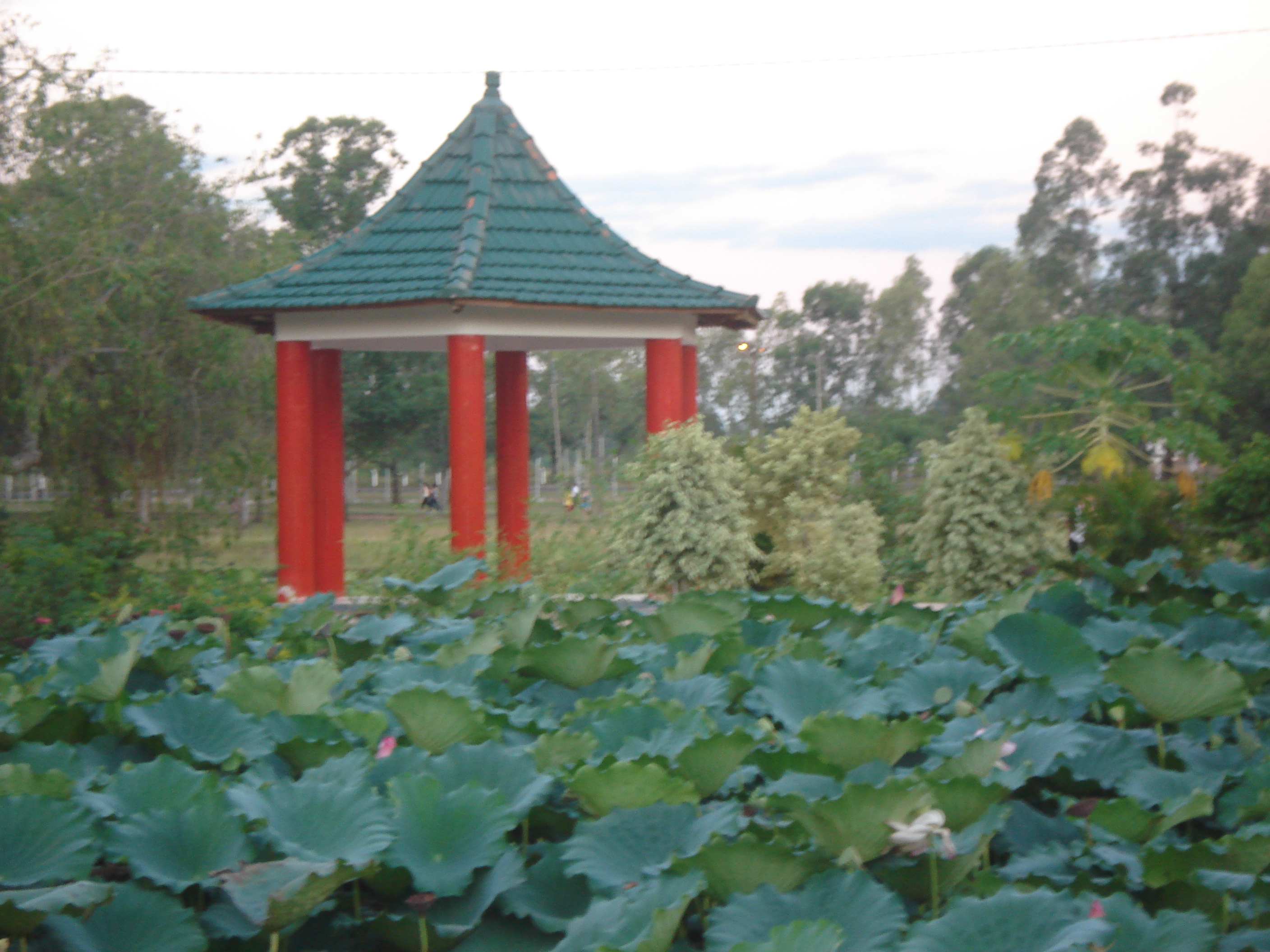
台灣公園

公園內的「台灣廣場」或稱「台灣公園」，有東方建築特色的拱橋、涼亭等，由台灣中華民國總統陳水扁和巴拉圭總統杜華德共同出席落成典禮。